# Maurizio Aloise

Wappen von Maurizio Aloise

Maurizio Aloise (* 20. April 1969 in Catanzaro, Italien) ist ein italienischer Geistlicher und römisch-katholischer Erzbischof von Rossano-Cariati.

## Leben
Maurizio Aloise trat nach dem Abschluss der Oberschule in Squillace in das Priesterseminar des Erzbistums Catanzaro-Squillace ein und studierte am Theologischen Institut von Kalabrien. Am 18. November 1995 empfing er das Sakrament der Priesterweihe für das Erzbistum Catanzaro-Squillace. Nach der Priesterweihe ging er nach Rom und studierte Mariologie an der Päpstlichen Theologischen Fakultät „Marianum“.
Maurizio Aloise war in verschiedenen Gemeinden in der Pfarrseelsorge tätig. Als Pfarradministrator von Gagliato koordinierte er im Jahr 1997 in Zusammenarbeit mit lokalen Caritashelfern und zivilen Behörden die Aufnahme kurdischer Flüchtlinge, die im Bereich der Gemeinde Soverato an Land kamen. Neben seinen pfarrlichen Aufgaben war er ab 1999 Diözesandirektor für die Berufungspastoral. Bis zu seiner Ernennung zum Erzbischof war er Pfarrer und Rektor der Wallfahrtskirche in Torre di Ruggiero. Seit 2011 war er zudem stellvertretender Generalvikar und gehörte verschiedenen Diözesangremien an.
Am 20. März 2021 ernannte ihn Papst Franziskus zum Erzbischof von Rossano-Cariati. Der Erzbischof von Catanzaro-Squillace, Vincenzo Bertolone SDP, spendete ihm am 13. Mai desselben Jahres in der Konkathedrale Santa Maria Assunta in Squillace die Bischofsweihe. Mitkonsekratoren waren sein Amtsvorgänger Giuseppe Satriano, Erzbischof von Bari-Bitonto, und der Erzbischof von Neapel, Domenico Battaglia. Die Amtseinführung im Erzbistum Rossano-Cariati fand am 12. Juni 2021 statt.